# Real Colar Vitoriano
O Real Colar Vitoriano (Royal Victorian Chain, em inglês) é uma honraria da Coroa britânica instituída por Eduardo VII em 1902, durante seu segundo ano régio, como um tributo ao legado de sua mãe e antecessora, Rainha Vitória. A distinção é tida como uma comenda pessoal do Soberano britânico, sendo concedida livremente por desejo de Sua Majestade sem necessidade de consentimento prévio do Parlamento.
Apesar de ser uma honraria concedida por desejo particular do monarca e não possuir um estatuto próprio que defina sua elegibilidade, o colar normalmente é reservado a figuras de alto escalão da sociedade britânica e estrangeiros cujos serviços distintos tenham contribuído de forma particular para a Coroa britânica. A honraria esteve reservada a membros da família real durante os primeiros anos após sua fundação e, atualmente, reserva-se a dignitários estrangeiros dentre membros da realeza e chefes de Estado. Agraciado em 2007, Filipe, Duque de Edimburgo foi o mais recente membro da própria realeza britânica a receber o Real Colar Vitoriano.

## História
O Real Colar Vitoriano foi estabelecido por Eduardo VII em 1902, seis anos após a fundação da Real Ordem Vitoriana pela própria Rainha Vitória. O Real Colar Vitoriano tem precedência sobre todos os graus da Real Ordem Vitoriana nas Ilhas Britânicas e não está atrelado oficialmente à esta ordem, sendo uma honraria independente. Eduardo VII a criou para homenagear sua mãe "como uma condecoração pessoal" para soberanos, príncipes e outras figuras da realeza e também "para alguns eminentes súditos britânicos". Os primeiros agraciados com o colar foram o então Príncipe de Gales e Artur, Duque de Connaught e Strathearn que eram filho e irmão do monarca, respectivamente.

## Descrição
O Real Colar Vitoriano é um colar dourado cujos elos são intercalados com símbolos que remetem à tradição monárquica britânica, incluindo a rosa Tudor, o cardo-selvagem, trevo e a flor de lótus. Os três primeiros são emblemas oficiais respectivamente de Inglaterra, Escócia e Irlanda. A flor de lótus era o símbolo da Índia britânica e sua inclusão no colar representava o status do Soberano britânico como Imperador da Índia, título ostentado primeiramente pela própria Rainha Vitória. A corrente principal é encerrada pela cifra imperial ERI (Edwardus Rex Imperator) de Eduardo VII esmaltada em vermelho dentro de um laurel dourado coroado pela Coroa de Santo Eduardo, através da qual suspende-se a insígnia. 
A insígnia do Real Colar Vitoriano é uma cruz maltesa esmaltada em ouro. O medalhão central em forma oval apresenta a cifra real e imperial VRI (Victoria Regina Imperatrix) de Vitória sobre um disco vermelho, cercado por um enamel azul encimado por uma Coroa de Santo Eduardo. O conjunto do medalhão é circundado pela inscrição V I C T O R I A, o lema da condecoração. Usualmente, nos colares entregues pelo monarca, tanto a coroa quanto a cifra real de Vitória são cravejadas de diamantes.
Os agraciados do sexo masculino podem portar o colar ao redor da gola de uniformes militares ou como uma das barretas da flâmula sobre o peito, formando levemente um arco. As senhoras agraciadas com a honraria tradicionalmente a ostentam como uma insígnia ao lado esquerdo do busto. Um caso específico é o de Margarida, Condessa de Snowdon, que optou por ostentar o colar como um cordão despendendo de seu pescoço como os homens. 

## Elegibilidade e alocação
O Real Colar Vitoriano não confere a seus agraciados nenhum tratamento, título ou letras pós-nominais. A honraria também não presume qualquer tipo de precedência dentro do sistema honorífico britânico ou de outras honrarias da Commonwealth. No entanto, a honraria representa uma condecoração pessoal de alta distinção e estima do Soberano. O colar pode ser conferido a homens e mulheres, tanto no Reino Unido quanto a cidadãos estrangeiros conforme desejo expresso do monarca. Uma honraria de alta distinção, o Colar Real Vitoriano possui atualmente apenas nove agraciados vivos, dos quais apenas quatro não são chefes de Estado ou membros da realeza.
Durante anos após sua instituição, o Real Colar Vitoriano serviu como a mais alta honraria para os canadenses. Após 1917, com a reforma geral do sistema de honras, os cidadãos canadenses deixaram de ser elegíveis à honraria. Em toda a história, apenas dois indivíduos nascidos no Canadá receberam a honraria: Vincent Massey e Roland Michener, ambos ex-governadores-gerais.

## Atuais recipientes do Real Colar Vitoriano
| Agraciado  | Agraciado                                      | Data de concessão | Data de nascimento                                  | Armas |
| ---------- | ---------------------------------------------- | ----------------- | --------------------------------------------------- | ----- |
| Soberano   |                                                |                   |                                                     |       |
|            | S. M. o Rei                                    | —                 | 14 de novembro de 1948 (76 anos, 4 meses e 18 dias) |       |
| Agraciados |                                                |                   |                                                     |       |
|            | S. M. a Rainha Margarida II LG                 | 1974              | 16 de abril de 1940 (84 anos, 11 meses e 16 dias)   |       |
|            | S. M. o Rei da Suécia KG                       | 1975              | 30 de abril de 1946 (78 anos, 11 meses e 2 dias)    |       |
|            | S. A. R. a Princesa Beatriz LG                 | 1982              | 31 de janeiro de 1938 (87 anos, 2 meses e 1 dia)    |       |
|            | António Ramalho Eanes GCB                      | 1985              | 25 de janeiro de 1935 (90 anos, 2 meses e 7 dias)   |       |
|            | S. M. o Rei Juan Carlos de Espanha KG          | 1986              | 5 de janeiro de 1938 (87 anos, 2 meses e 27 dias)   |       |
|            | S. M. o Rei da Noruega GCVO                    | 1994              | 21 de fevereiro de 1937 (88 anos, 1 mês e 11 dias)  |       |
|            | Lorde Carey de Clifton PC                      | 2002              | 13 de novembro de 1935 (89 anos, 4 meses e 19 dias) |       |
|            | Barão Williams de Oystermouth PC FBA FRSL FLSW | 2012              | 14 de junho de 1950 (74 anos, 9 meses e 18 dias)    |       |
|            | Conde Peel GCVO PC DL LC                       | 2021              | 3 de outubro de 1947 (77 anos, 5 meses e 29 dias)   |       |